# Чаплинська волость (Чигиринський повіт)
Чаплинська волость — адміністративно-територіальна одиниця Чигиринського повіту Київської губернії з центром у селі Чаплища.
Станом на 1886 рік складалася з 4 поселень, 6 сільських громад. Населення — 6786 осіб (3453 чоловічої статі та 3333 — жіночої), 831 дворове господарство.
Наприкінці 1880-х років увійшла разом із Липівською волостю до складу новоутвореної Подорожненської волості.
|                    | Площа, десятин | У тому числі орної, дес. |
| ------------------ | -------------- | ------------------------ |
| Сільських громад   | 14305          | 2883                     |
| Казенної власності | 2104           | —                        |
| Іншої власності    | 118            | 77                       |
| Загалом            | 16527          | 2960                     |

Поселення волості:
- Чаплища — колишнє державне село при річці Дніпро за 18 верст від повітового міста, 2166 осіб, 277 дворів, православна церква, школа, лікарня, постоялий будинок, лавка.
- Воронівка — колишнє державне село при річці Дніпро, 965 осіб, 72 двори, школа, постоялий будинок.
- Подорожнє — колишнє державне село, 1781 особа, 261 двір, православна церква, школа, постоялий будинок.
- Тарасівка — колишнє державне село при річці Дніпро, 1322 особи, 160 дворів, православна церква, школа, постоялий будинок.